# Munizipalität Zageri
Die Munizipalität Zageri (georgisch ცაგერის მუნიციპალიტეტი, Zageris munizipaliteti) ist eine Verwaltungseinheit (etwa entsprechend einem Landkreis) in der Region Ratscha-Letschchumi und Niederswanetien im Norden Georgiens.

## Geographie

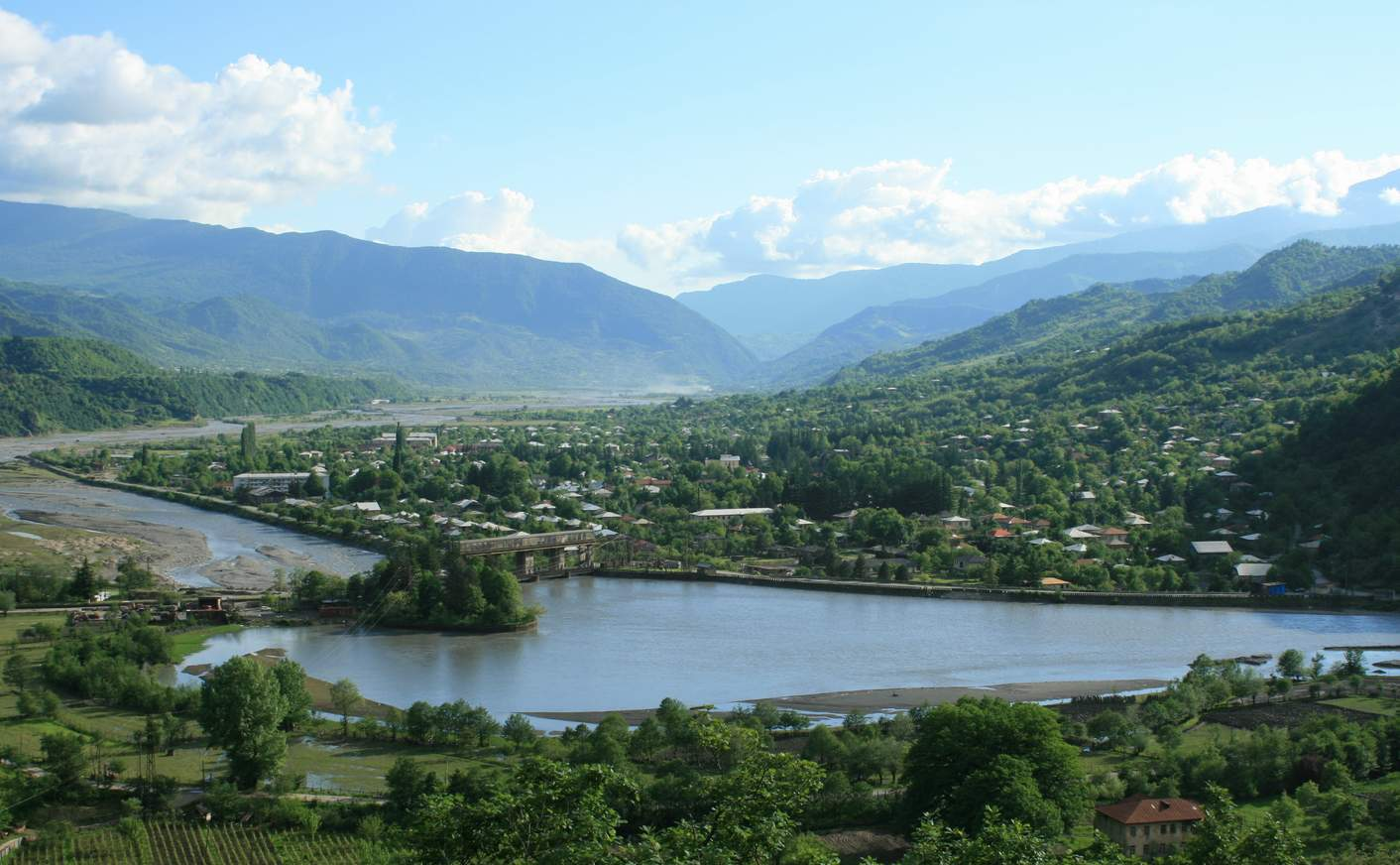
Zageri, Hauptort der Munizipalität

Verwaltungszentrum der Munizipalität ist die Kleinstadt Zageri. Die 756 km² große Munizipalität grenzt im Norden an die Munizipalität Lentechi und im Osten an die Munizipalität Ambrolauri, beide ebenfalls in der Region Ratscha-Letschchumi und Niederswanetien, im Süden an die Munizipalität Zqaltubo und im Südwesten an die Munizipalität Choni, beide in der Region Imeretien, sowie im Nordwesten an die Munizipalität Martwili in der Region Mingrelien und Oberswanetien.
Die Munizipalität erstreckt sich in den Tälern der Flüsse Rioni mit seinem rechten Nebenfluss Ladschanuri sowie des Mittellaufes des rechten Rioni-Nebenflusses Zcheniszqali. Vom südlichen Teil der historischen Provinz Swanetien, genannt Niederswanetien (georgisch Kwemo Swaneti), heute Munizipalität Lentechi, ist die Munizipalität im Nordwesten durch das Egrissi-Geburge mit dem
3174 m hohen Zikuri getrennt, im Nordosten durch das Letschchumi-Gebirge mit dem 3152 m hohen Lelaaschcha als höchstem Gipfel in diesem Bereich. In den Südosten der Munizipalität reicht der dort noch gut 1400 m hohe Westteil des Ratscha-Gebirges. Zwischen dem Rioni- und Zcheniszqali-Tal erhebt sich im Süden der 1997 m hohe Gipfel des Chwomli, während die Munizipalität im Westen durch den Steilhang des dort über 2300 m hohen Aschi-Plateaus begrenzt wird.

## Bevölkerung und Verwaltungsgliederung
Die Munizipalität hat 8.500 Einwohner (Stand: 2021). Die Einwohnerzahl war mit 10.387 Einwohnern (2014) gegenüber der vorangegangenen Volkszählung (16.622 Einwohner 2002) um mehr als ein Drittel gesunken, womit sich der seit mindestens den 1930er-Jahren (32.281 Einwohner 1939) anhaltende Trend eines kontinuierlichen Bevölkerungsrückganges beschleunigt fortsetzte.
Bevölkerungsentwicklung
Anmerkung: Volkszählungsdaten

Die größten Ortschaften neben der Stadt Zageri (1320 Einwohner) sind mit jeweils über 500 Einwohnern die Dörfer Kweda Zageri, Orbeli und Tschchuteli (2014).
Die Munizipalität gliedert sich in den eigenständigen Hauptort Zageri sowie 18 Gemeinden (georgisch temi, თემი) mit insgesamt 58 Ortschaften:
| Gemeinde     | Anzahl Ortschaften | Einwohner (2014) |
| ------------ | ------------------ | ---------------- |
| Aghwi        | 4                  | 279              |
| Alpana       | 4                  | 464              |
| Ghwirischi   | 5                  | 491              |
| Kweda Zageri | 3                  | 1402             |
| Lailaschi    | 4                  | 520              |
| Lasuriaschi  | 4                  | 726              |
| Luchwano     | 3                  | 229              |
| Nakuraleschi | 2                  | 92               |
| Oqureschi    | 2                  | 414              |
| Orbeli       | 5                  | 1231             |
| Sairme       | 2                  | 190              |
| Spatagori    | 3                  | 268              |
| Subi         | 3                  | 612              |
| Tschchuteli  | 3                  | 664              |
| Tschkumi     | 2                  | 217              |
| Twischi      | 4                  | 474              |
| Ussachelo    | 2                  | 274              |
| Zipertschi   | 3                  | 520              |

## Geschichte
Das Gebiet der Munizipalität entspricht dem zentralen Teil der historischen Provinz Letschchumi, die in der Zeit des geeinten georgische Feudalstaates vom 11. bis 15. Jahrhundert zunächst den Fürsten von Swanetien, dann den Fürsten von Ratscha unterstellt war. Nach dem Zerfall des geeinten Reiches kam es ab 1455 zunächst zum Königreich Imeretien und wurde dann unter der lokalen Adelsfamilie Tschikowani de facto unabhängig, bevor es sich 1714 durch verwandtschaftliche Beziehungen zum Haus Dadiani von Mingrelien mit diesem Fürstentum vereinigte. 1857 kam das Gebiet mit dem gesamten Fürstentum Mingrelien zum Russischen Reich und bildete in Folge des südlichen  Teil des Ujesds Letschchumi im Gouvernement Kutais.
Der Ujesd bestand bis in die Anfangsjahre der Sowjetunion. 1930 wurde der eigenständige Rajon Zageri ausgegliedert. Nach der Erlangung der Unabhängigkeit Georgiens wurde der Rajon 1995 der neu gebildeten Region Ratscha-Letschchumi und Niederswanetien zugeordnet und 2006 in eine Munizipalität umgebildet.

## Verkehr
Durch das Tal des Zcheniszqali verläuft die Nationalstraße Sch15 (შ15), die von Kutaissi über Zqaltubo – dort befindet sich auch die nächstgelegene Bahnstation – kommend über Zageri weiter in die Munizipalität Lentechi führt. Durch das Rioni-Tal führt die Sch16 (შ16) ebenfalls von Kutaissi weiter in Richtung Ambrolauri – Oni. Die Sch18 (შ18) verbindet beide Straßen entlang dem Fluss Ladschanuri über Orbeli nach Zageri.